# Домгер Валеріан Олександрович
Домгер Валеріан Олександрович (1851–1885, Санкт-Петербург) — російський геолог, гірничий інженер, першовідкривач Нікопольського марганцевого басейну.

## З біографії
Вищу спеціальну освіту отримав у гірничому інституті в м. Санкт-Петербурзі, який закінчив у 1873 р. після закінчення навчання за дорученням Гірничого департаменту займається геологічними дослідженнями західної частини рудоносної кристалічної смуги півдня Росії.
1874—1882 рр. — роботи В. О. Домгера присвячені лініям залізниць, що будуються (а саме лінії Катерининської (Криворізької) залізниці).
У 1875 р. Домгера відряджено Гірничим Департаментом до Катеринославської губернії для геологічного дослідження місцевості між Дніпром і Інгулом. Перед ним стояло завдання відшукати виходи залізних руд і взагалі корисних копалин. У ході досліджень Домгер виявив багаті родовища каоліну і графіту високої якості, зробив опис виходів кристалічних гірських порід.
1882—1884 рр. — геолог Геологічного комітету, досліджує території Катеринославської та Херсонської губерній.

## Науково-дослідницький доробок
У липні 1883 р. В. Домгер складав 47-й аркуш геологічної дев'ятиверстової карти європейської частини Російської імперії, який охоплював Південну Україну. Простір досліджень нараховував близько 13000 кв. верст у Верхньодніпровському і Катеринославському повітах Катеринославської губернії, а також Херсонському і Олександрійському повітах Херсонської губернії, та по лінії Катерининської залізниці.
Саме наслідком цих системних геолого-розвідувальних робіт В. Домгер і виявив в «оголеностях» річки Солоної (притока р. Базавлук) вихід марганцевої руди на поверхню. За допомогою ряду шурфів він простежив розповсюдження «рудоносного шару майже на 7 верст» і переконався, за даними хімічних аналізів, у металургійній цінності цих копалин. Відтак дійшов висновків про наявність у районі р. Солоної промислового родовища марганцевої руди. Повідомлення про це геолог видрукував у «Вістях геологічного Комітету» в 1884 р., що і засвідчило його пріоритет у відкритті родовища.
Таким чином, честь відкриття Нікопольського марганцеворудного басейну належить Валеріану Олександровичу Домгеру.

## Основні друковані праці
Головні праці Домгера, надруковані в «Горном журнале»:
- «Геологические исследования западной части кристаллической полосы в Новороссии» (1876);
- «Геологические исследования в Ливенском уезде Орловской губернии» (1878);
- «Новое месторождение киновари в России» (1880);
- «О кристаллических породах юга и юго-запада России» (1881);
- «О трудах санкт-петербургского общества естествознания»;
- «Современное состояние вопроса о стилолитах» (том VIII);

У «Записках минералогического общества»:
- «Геологические наблюдения в западной части Уральской железной дороги» (XVII том);

Книги:
- «Краткий очерк геологии Донецкого каменноугольного бассейна» (Харьков, 1881).
- Геологические исследования в Южной России в 1881—1884 годах. С картой. СПб, 1902. Посмертне видання, підготовлене до друку колегами гірничими інженерами С. Д. Кузнецовим та М. О. Соколовим.

## Вшанування пам'яті
У місті Нікополь вулицю Магніторську перейменували на вулицю Валеріана Домгера.